# Andrzej Lubomirski
Andrzej Lubomirski, (né le 22 juillet 1862 à Przeworsk, mort le 29 novembre 1953 à Jacarezinho, Brésil), prince de la famille Lubomirski.

## Biographie
Il est le fils du prince Jerzy Henryk Lubomirski (1817-1872) et de Cecylia Zamoyska.
En 1919, lors de la Conférence de la paix de Paris, il est un des experts de la délégation polonaise sur les questions économiques.
De 1930 à 1935, il siège à la diète.
Après la Seconde Guerre mondiale, il émigre au Brésil où il décède le 29 novembre 1953.

## Mariage et descendance
Il épouse Eleonora Teresa Jadwiga Gusarzhevskaya. Ils ont pour enfants:
- Elena Maria Luisa lubimorska (pl) (1886-1939), épouse de Stanisław Sierakowski (pl),
- Jerzy Rafał Alfred (1887-1978),
- Teresa Isabella (1888-1964),
- Maria Carolina (1894-1979).